# Rachid Sfar
Rachid Sfar (Mahdia, 11 de setembre de 1933 - 20 de juliol de 2023) fou un polític tunisià, primer ministre del país entre el 8 de juliol de 1986 i el 2 d'octubre 1987.